# Giovanni Bognetti (regista)
Giovanni Bognetti (Milano, ...) è un regista e sceneggiatore italiano.

## Biografia
Nato a Milano, ha lavorato per diversi anni nel campo della pubblicità e del marketing, per poi occuparsi di produzioni televisive. Ha esordito alla regia nel 2006 con il cortometraggio Le impronte della tartaruga e ha poi firmato soggetto e sceneggiature di varie commedie, collaborando con i registi Paolo Ruffini, Alessandro Genovesi e Guido Chiesa.
Nel 2016 dirige il suo primo lungometraggio, la commedia I babysitter. Nel 2022 è regista e sceneggiatore dei film Il mammone e Natale a tutti i costi, quest'ultimo per la piattaforma Netflix. Nel 2024 è regista e sceneggiatore, sempre per Netflix, di Ricchi a tutti i costi, sequel di Natale a tutti i costi.

## Filmografia

### Regista
- Le impronte della tartaruga – cortometraggio (2006)
- I babysitter (2016)
- Il mammone (2022)
- Natale a tutti i costi (2022)
- Ricchi a tutti i costi (2024)

### Sceneggiatore
- Le impronte della tartaruga, regia di Giovanni Bognetti (2006)
- Matrimoni e altri disastri, regia di Nina Di Majo (2010)
- Area Paradiso, regia di Diego Abatantuono e Armando Trivellini – film TV (2012)
- Fuga di cervelli, regia di Paolo Ruffini (2013)
- Tutto molto bello, regia di Paolo Ruffini (2014)
- Ma che bella sorpresa, regia di Alessandro Genovesi (2015)
- Belli di papà, regia di Guido Chiesa (2015)
- I babysitter, regia di Giovanni Bognetti (2016)
- Puoi baciare lo sposo, regia di Alessandro Genovesi (2018)
- Ti presento Sofia, regia di Guido Chiesa (2018)
- 10 giorni senza mamma, regia di Alessandro Genovesi (2019)
- Cambio tutto!, regia di Guido Chiesa (2020)
- Ridatemi mia moglie – miniserie TV (2021)
- Il mammone, regia di Giovanni Bognetti (2022)
- Natale a tutti i costi, regia di Giovanni Bognetti (2022)
- 50 km all'ora, regia di Fabio De Luigi (2023)
- Ricchi a tutti i costi, regia di Giovanni Bognetti (2024)